# Tahlia
La tahlia (en arabe : تحلية) est un plat à base de viande d'agneau cuite avec des raisins secs et du samt qui est un concentré de jus de raisin cuit, dont l'usage est traditionnellement répandu chez les Jbalas et dans les montagnes du Rif. Ce plat se prépare à l'occasion de l'Aïd el-Kebir. Il s'agit d'un plat originaire de la ville de Tétouan.